# یواس‌اس ال‌اس‌ام (آر)-۱۸۹
یواس‌اس ال‌اس‌ام (آر)-۱۸۹ (به انگلیسی: USS LSM(R)-189) یک کشتی بود که طول آن ۲۰۳ فوت ۶ اینچ (۶۲٫۰۳ متر) بود. این کشتی در سال ۱۹۴۴ ساخته شد.